# Saucisson chasseur
Le saucisson chasseur et la saucisse chasseur, quelquefois simplement dénommés « chasseur », sont des spécialités charcutières de saucissons qui résultent d'un mélange entre de la viande maigre de porc (généralement de la poitrine) et de bœuf. Le saucisson est généralement emballé dans du cæcum de porc.

## Préparation
Selon un site spécialisé en charcuterie, le saucisson chasseur se présente sous la forme d'une petite pièce dont le poids n'excède pas 250 grammes. Cette charcuterie est composée d'un hachis de viande maigre de porc et de bœuf à proportion à peu près égale.
Le produit peut bénéficier d'une décoction de vin rouge, d’échalotes, de baies de genièvre et de coriandre. L'étuvage à 25 °C dure de 6 à 12 heures et son temps de séchage doit être effectué à une température de 15 à 18 °C avec un taux d'hygrométrie de 55 %.

## Historique
Ce nom de « chasseur » l'associe au milieu cynégétique : lorsque les chasseurs partaient à la chasse dans les campagnes françaises, ils emmenaient toujours avec eux un saucisson cuit de forme courbe, celui-ci ne tenant pas trop de place, ils pouvaient, dès lors le glisser dans leurs poches, d'où son appellation.